# Aleksandr Panfilov
Aleksandr Panfilov (né le 11 octobre 1960 à Bichkek) est un coureur cycliste soviétique. Il a été médaillé d'argent du kilomètre aux Jeux olympiques de 1980. Il a détenu le record du monde du kilomètre départ arrêté pendant quatre jours : il parcourt la distance en 1 min 6 s 157 le 13 juin 1980 à Moscou. Le 17 juin, le Suisse Urs Freuler le bat, en 1 min 5 s 582.

## Palmarès
- 1980
  -  Champion d'URSS du kilomètre
  -  Médaillé d'argent du kilomètre des Jeux olympiques de Moscou
- 1982
  -  Champion d'URSS du kilomètre
- 1983
  -  Médaillé d'or du kilomètre à l'Universiade d'été d'Edmonton
- 1985
  -  Champion d'URSS du kilomètre